# Nino Bixio
Pour les articles homonymes, voir Bixio.
Nino Bixio, né Girolamo Bixio, C. Nino dans la signature (Gênes, 2 octobre 1821 – île de Sumatra, 16 décembre 1873), est un militaire et un homme politique italien, personnage-clef du Risorgimento.

## Biographie
Tout jeune, Nino Bixio est convaincu par ses parents de faire une carrière militaire dans la marine du royaume de Sardaigne. En 1841, il est élève-pilote à bord du navire Gulnara. Après de nombreuses aventures dans les mers du monde, il retourne en Italie en 1846 pour se joindre à Giovine Italia, l'association de Giuseppe Mazzini qui souhaite l'union et l'indépendance de tous les États d'Italie. Un an plus tard, il envoie un télégramme à Charles-Albert de Savoie, dans lequel il écrit: « Passez au-delà du Tessin, Sire, et nous serons tous avec vous ».
En 1848 il participe à la première guerre d'indépendance italienne, et après plusieurs défaites, il se rend à Rome, où, sous le commandement de Giuseppe Garibaldi, il tente, en vain, de défendre la république romaine, à peine née, de la tentative de restauration de la France.

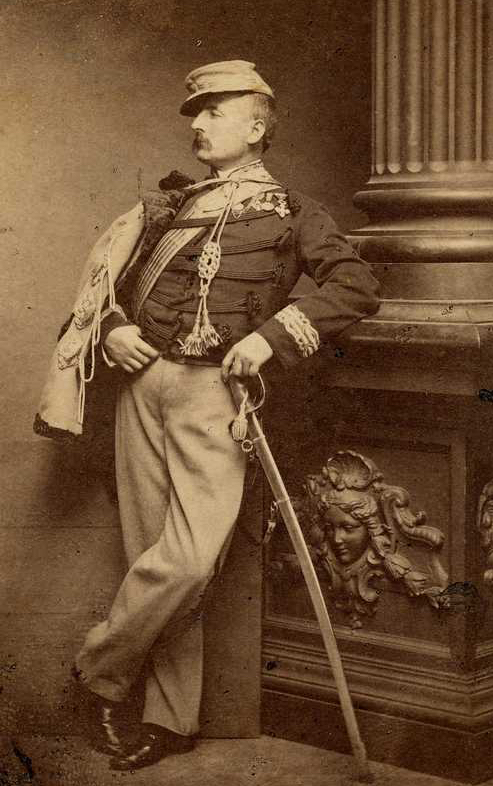
Bixio, en tenue militaire.

De 1849 à 1859 Bixio change radicalement ses idées politiques, il abandonne l'idéologie mazzinienne pour adhérer au mouvement de la droite historique, mais avec quelques influences de Camillo Cavour. Il reste néanmoins un allié loyal de Garibaldi avec qui il crée, en 1859, le groupe paramilitaire des chasseurs des Alpes qui se signalent lors de la deuxième guerre d'indépendance italienne. Il reçoit l'insigne militaire de la croix de Savoie lors de la bataille de Varèse.
Bien que conservateur, Bixio reste un homme d'action et en 1860 il est l'un des organisateurs de l'expédition des Mille. Il débarque à Marsala à la tête de chemises rouges et il participe à la bataille de Calatafimi, une étape clé pour la prise du royaume des Deux-Siciles par Garibaldi au nom de Victor-Emmanuel II d'Italie.
Au cours de l'expédition des Mille, en Sicile, Bixio est impliqué dans un épisode controversé, il réprime dans le sang un soulèvement de paysans qui a lieu à Bronte dans la province de Catane.
Après la conquête de Palerme, le 21 août 1860 les Mille entrent dans Reggio de Calabre et le 2 octobre ils battent définitivement le gros des troupes des Bourbon lors de la bataille du Volturno où Bixio se casse une jambe. Peu de temps après la rencontre de Giuseppe Garibaldi et Victor-Emmanuel II (es) passée à l'histoire sous le nom de la « rencontre de Teano », Bixio organise le référendum destiné à l'annexion de l'Italie centre-méridionale au royaume de Sardaigne. Un an plus tard, il est élu député de Gênes dans les rangs de la droite.
La plupart de ses activités parlementaires consistent en la vaine tentative de rapprocher les positions de Cavour et de Garibaldi, en particulier en ce qui concerne la question romaine : alors que l'État piémontais souhaite une solution diplomatique, le Niçois est prêt à passer à l'action. Dans l'incapacité de concilier les deux membres du Risorgimento, Bixio retourne sur le champ de bataille en 1866 lors de la bataille de Custoza au cours de la troisième guerre d'Indépendance. La défaite de l'Italie sur le terrain n'a pas d'incidence sur l'effondrement militaire autrichien qui doit céder la Vénétie.
Le 3 novembre 1867, à la bataille de Mentana, Bixio est capturé par un bataillon français, mais il réussit à s'échapper et il reçoit du roi Victor-Emmanuel II, la médaille d'or de la valeur militaire.
Il est fait sénateur le 6 février 1870. Il se rapproche du parti d'action garibaldien et le 20 septembre, après avoir participé à quelques combats à Civitavecchia, il accompagne l'armée italienne lors de la prise de Rome. Bixio commence une carrière d'entrepreneur et d'explorateur, mais il meurt du choléra pendant un voyage dans les îles de la Sonde en territoire néerlandais.

## Distinctions
- Ordre militaire de Savoie
  - Chevalier le 12 juillet 1859
  - Commandeur le 12 juin 1861
  - Grand Officier le 6 décembre 1866

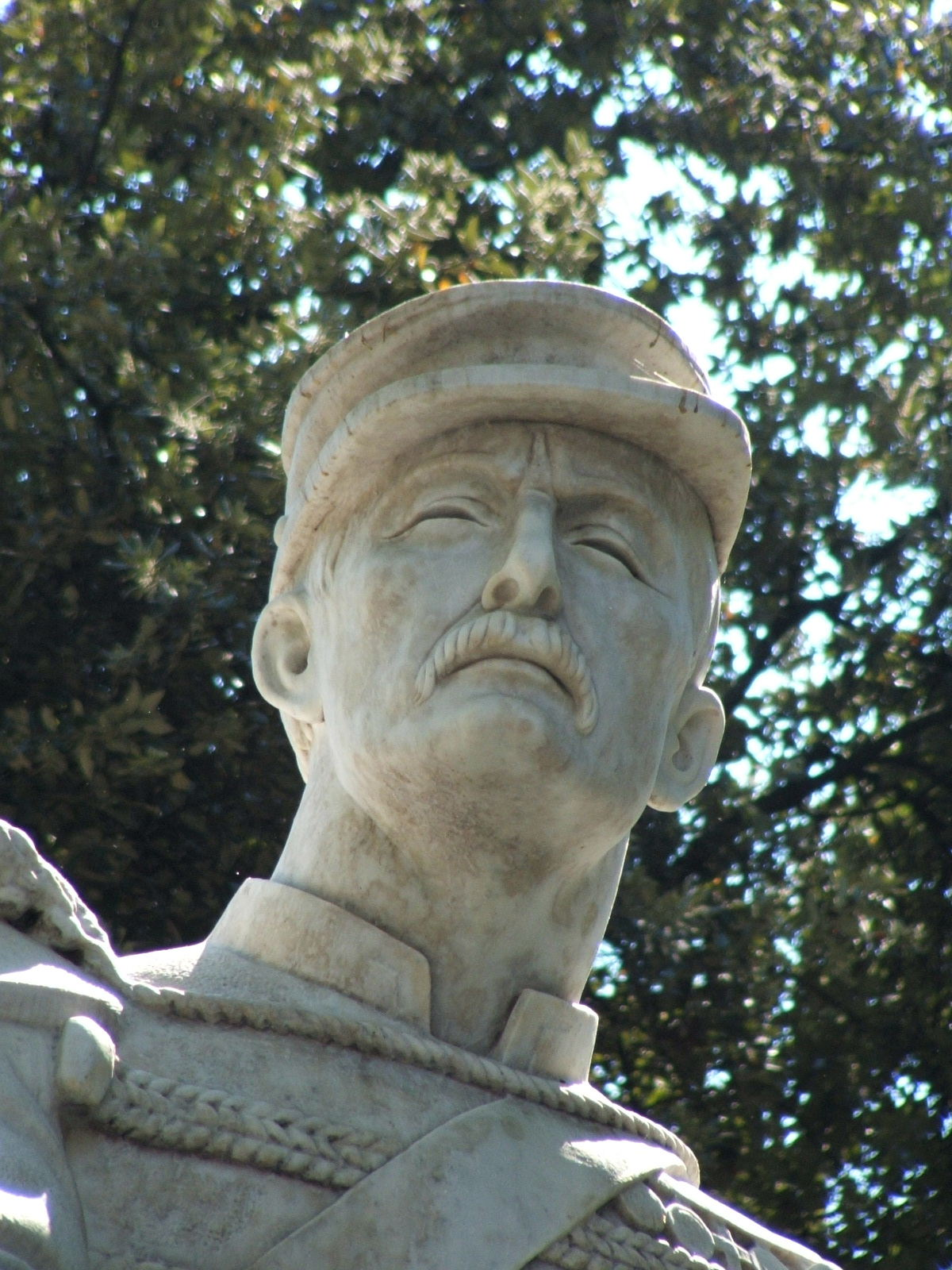
Gênes, quartier de Carignano
statue de Nino Bixio

- Ordre des Saints-Maurice-et-Lazare
  - Officier le 17 novembre 1860
  - Commandeur le 4 août 1861
  - Grand officier le 31 décembre 1863
  - Grand cordon le 8 octobre 1870
- Ordre de la Couronne d'Italie
  - Grand officier le 22 avril 1862
  - Grand cordon en 1870